# Operació Tariq al-Qods
L'operació Tariq al-Qods (persa: عملیات طریق القدس, 'camí cap a Jerusalem') va ser una operació de la guerra Iran-Iraq llançada per l'Iran per alliberar la vila de Bostan, ocupada per l'Iraq des de l'inici de la guerra.
L'operació es va iniciar el 29 de novembre de 1981 i va durar més d'una setmana. Els iranians van utilitzar atacs d'onades humanes en la seva ofensiva per primera vegada a la guerra. Els combatents van fer estralls en els sorpresos defensors iraquians durant una setmana i, així, els iranians van poder alliberar la ciutat de Bostan. El preu pagat per l'estratègia d'onades humanes fou que l'Iran va patir més del doble de baixes que els iraquians. Amb la reconquesta de Bostan, l'Iran va aconseguir controlar un nus de comunicacions i de subministrament important, punt crític per a les tropes iraquianes.